# Diastylopsis goekei
Diastylopsis goekei is een zeekommasoort uit de familie van de Diastylidae. De wetenschappelijke naam van de soort is voor het eerst geldig gepubliceerd in 1992 door Roccatagliata & Heard.